# SM Tb 97 F
SM Tb 97 F – austro-węgierski torpedowiec z okresu I wojny światowej, typu Tb 82 F. Po wojnie służył w Jugosławii pod nazwą T 8, a podczas II wojny światowej służył jako T 8 w marynarce włoskiej. Zatopiony 10 września 1943 roku.

## Historia służby
SM Tb (Torpedowiec Jego Cesarskiej Mości) 97 F wszedł do służby w marynarce Austro-Węgier 22 grudnia 1916 roku, jako 16. (ostatni) okręt typu Tb 82 F. 21 maja 1917 roku nazwę skrócono do SM Tb 97. Służył bojowo podczas I wojny światowej.
Tb 97 przetrwał wojnę, po czym w ramach podziału floty Austro-Węgier w 1920 roku przyznano go Jugosławii, a przekazano w 1921 roku (wraz z Tb 87, 93 i 96 oraz 4 torpedowcami typu Tb 74 T). Po wcieleniu do marynarki jugosłowiańskiej (Jugoslovenska mornarica) otrzymał nazwę T 8.
W kwietniu 1941 roku został zdobyty przez wojska włoskie i wcielony do marynarki włoskiej (Regia Marina) z zachowaniem nazwy T 8. Po kapitulacji Włoch, został 10 września 1943 roku zatopiony przez niemieckie samoloty koło Dubrownika.

## Opis
Tb 97 F wyposażony był w dwa kotły parowe typu Yarrow, współpracujące z dwoma turbinami parowymi AEG-Curtiss. Okręt uzbrojony był początkowo w dwie armaty kalibru 66 mm L/30, pojedynczy karabin maszynowy Schwarzlose oraz dwie podwójne wyrzutnie torped kalibru 450 mm. Od 1917 roku rufową armatę 66 mm mocowano na okrętach tego typu na podstawie umożliwiającej prowadzenie ognia do celów powietrznych.
W Jugosławii zamieniono armaty na działa uniwersalne 66 mm L/45 Skoda i dodano drugi karabin maszynowy. Załogę stanowiły 52 osoby.
W służbie włoskiej najprawdopodobniej wzmocniono uzbrojenie przeciwlotnicze, m.in. dodając działka 20 mm, kosztem całości lub części uzbrojenia torpedowego.